# Anklam
Anklam je město v Německu ve spolkové zemi Meklenbursko-Přední Pomořansko. Nachází se na březích řeky Peene (Pěna), přibližně 6 kilometrů odtud vytváří řeka estuár a její vody pak vtékají do Štětínského zálivu. Řeka Peene je jedním z jeho tří přítoků.
Vzhledem k jeho poloze se mu říká – stejně jako severněji položenému Wolgastu – „brána na ostrov Usedom“, neboť poblíž obou měst jsou postaveny jediné dva mosty, které spojují ostrov s pevninou.
Je rodným městem průkopníka létání Otto Lilienthala.

## Historie

### Proměny názvu
Poprvé je písemně doložen název města v roce 1243 v podobě Tachlim, posléze se objevuje rovněž jako Thanglim, Tanchlym, Tanclim či Tanclam. Bez náslovného T je poprvé doloženo 1283 (Anclem) a vyskytuje se také jako Anclim (1285), pojmenování však není dlouho ustáleno. Roku 1321 se zcela poprvé objevuje v podobě Anklam.
Jméno města pochází z polabštiny, dnes už mrtvého jazyka západoslovanské větve slovanských jazyků, a odvozuje se od slovanského lokátora jménem Tąglim.
Od roku 1990 nese město znovu přízvisko hanzovní město.

### Nejstarší dějiny
V 1. století před n. l. je doloženo osídlení Germány. V 8. a 9. století obsadili území u Baltského moře slovanské kmeny, u řeky Pěny se usadil slovanský kmen z kmenového svazu Luticů. Šlo o pohanské kmeny Polabských Slovanů, které zde byly během následujících staletí násilně nuceny k přijetí křesťanství.
Roku 1153 byl nedaleko Anklamu na břehu řeky Pěny založen vévodou Ratiborem I. a biskupem Adalbertem Pomořanským nejstarší pomořanský klášter Stolpe, údajně na místě, kde byl pohany ubit Ratiborův bratr Wartislav I.
V následujících letech se tento pobaltský region stal významným střediskem dálkového obchodu a začali sem přicházet noví osídlenci z Flander. Zatímco roku 1243 je Anklam poprvé zmíněn ještě jako oppidum, roku 1264 již jako civitas (město). Jeho rozvoj a bohatství spočívalo především na rybolovu a obchodování s rybami. Roku 1283 je přijat mezi hanzovní města. Roku 1325 obdrželo město právo razit mince.
Ve 13. století byla vybudována na náměstí gotická radnice s impozantními základy cca 40 x 14 m. Roku 1462 je v pramenech zmíněna prachárna. 1549 je k radnici přistavěna věžička se zvonem, tzv. sanktusník. Budova vyhořela, byla silně poškozena při válečných konfliktech, vždy však byla obnovena, na přelomu let 1841/42 ale bylo rozhodnuto o její demolici.
Od roku 1535 ovládla město reformace. Roku 1555 byla založena první lékárna, v roce 1565 zasáhla město morová epidemie a připravila ho o třetinu obyvatel.
Až do třicetileté války využívali obyvatelé Anklamu čtyřkilometrový vodovod, pozoruhodnou technickou stavbu, která přiváděla vodu do města a vyžívala k tomu až pětimetrového přemostění.

### 17. a 18. století
Roku 1605 vypukl ve městě opět mor, padlo mu za oběť 1400 lidí.
V průběhu třicetileté války utrpěl Anklam velké škody, město bylo střídavě plundrováno jak císařským, tak švédským vojskem. Po vestfálském míru 1648 připadlo Švédsku a stalo se švédským pohraničním městem s vojenskou posádkou.
Nevyhnuly se mu ani další válečné konflikty, kdy město bylo obsazeno střídavě Branibory, Prusy, Poláky, Švédy či Rusy. Během velké severní války, při pobytu ruských pluků v roce 1713, mělo být na rozkaz Petra Velikého město zničeno jako msta za lednové vypálení města Altony (Hamburk) Švédy. Rozkaz měl o pašijové neděli provést ruský generálmajor baron von Staff. Dostal se ale do sporu s dánským komodorem Christianem Thomsenem Karlem (Carlssonem). Došlo k souboji, ve kterém byl Dán zabit, generálmajor uvězněn a rozkaz tedy nemohl být uskutečněn. Následující pondělí byl rozkaz odvolán, neboť se dánskému králi podařilo u cara úspěšně intervenovat. Carlsson je od té doby považován za zachránce města. Po uzavření míru 1720 bylo město rozděleno. Jižní část připadla Prusku, zatímco sever města Švédům.

### 19. a 20. století
Po porážce Prusů u Jeny a Auerstedtu v roce 1806 vtáhli do Anklamu Francouzi a setrvali zde až do roku 1809.
Na počest batalionu domobrany, který se zúčastnil v r. 1813 bitvy národů u Lipska, zasadili obyvatelé města 6 topolů, které ještě v 21. století lemují ulici s názvem Lipská alej. Po Vídeňském kongresu 1815 připadla Prusku i severní, do té doby švédská část města.
Na přelomu let 1841/42 byla zbořena stará radnice a správa města se přestěhovala do bývalého vojenského lazaretu. V roce 1876 se stal radnicí celní úřad. Budova byla zničena při náletu v roce 1945. V roce 1853 se konala ve městě poslední veřejná poprava.
V roce 1860 překročil počet obyvatel města 10 000. O tři roky později byl Anklam připojen k železniční síti, trať Angermünde–Pasewalk–Anklam–Stralsund byla pobočnou větví berlínsko-štětínské železnice.
V roce 1848 se v Anklamu narodil Otto Lilienthal, který společně se svým bratrem Gustavem experimentoval s konstrukcí létajícího stroje a jehož pokusy inspirovaly bratry Wrightovy. V roce 1921 bylo ve městě zavedena elektřina.
Při volbách v březnu 1933 zvítězila v Anklamu NSDAP (52,5 % hlasů) a po převzetí moci Hitlerem začalo i zde pronásledování Židů. Místní synagoga byla vypálena (1938). Americké nálety zničily v roce 1943 a 1944 značnou část města. 29. dubna 1945 obsadila město Rudá armáda. V čase, kdy představitelé města jednali se sovětským vojenským velením o předání města bez boje, bombardovala město německá Luftwaffe. Leteckými nálety 1943–1945 a požáry bylo zničeno 80 % vnitřního města. Z komplexu středověkých cihlových a barokních staveb nezbylo nic. Centrum města muselo být kompletně obnoveno, bylo přistoupeno k nové výstavbě. Po válce přišlo do města na 5000 přesídlenců. V roce 1989 dosáhlo město počtu 21 300 obyvatel. Od té doby ale počet obyvatel neustále klesá, v roce 2017 mělo město 12 521 obyvatel.

## Kulturní památky
- Muzeum Otty Lilienthala (Museum-Otto-Lilienthal) je věnováno slavnému rodáku, průkopníku letectví.
- Městské muzeum (Museum im Steintor) – věnuje se historii tohoto hanzovního města
- Kostel Panny Marie (Marienkirche) – trojlodní halový kostel ve stylu cihlové gotiky ze 13. století, s jihozápadní věží (poprvé zmíněn 1296). Na věži visí památný zvon, zvaný „Apoštol“, který váží 4,5 tuny a byl ulit v roce 1450.
- Kostel sv. Mikuláše (Nikolaikirche) – trojlodní halový kostel ve stylu cihelné gotiky ze 14. století, se západní věží, vyhořel 1945, sanace 1995, prostor je využíván ke koncertům a výstavám
- Gotický dům („Gotisches Giebelhaus“, Frauenstraße 12) – středověké prvky, počátek stavby 1350 (poprvé zmíněn 1451)
- Městská kamenná brána (Anklamer Steintor) – poslední z městských bran, 32 m vysoká, vznik kolem roku 1450, od 1989 sídlo muzea
- Prachárna (Pulverturm) – poprvé zmíněna 1462, se zbytky městských hradeb

## Partnerská města
- Burlöv, Švýcarsko
- Heide, Německo
- Limbaži, Lotyšsko
- Ustka, Polsko